# Carl Friedrich Heinrich von Wylich und Lottum

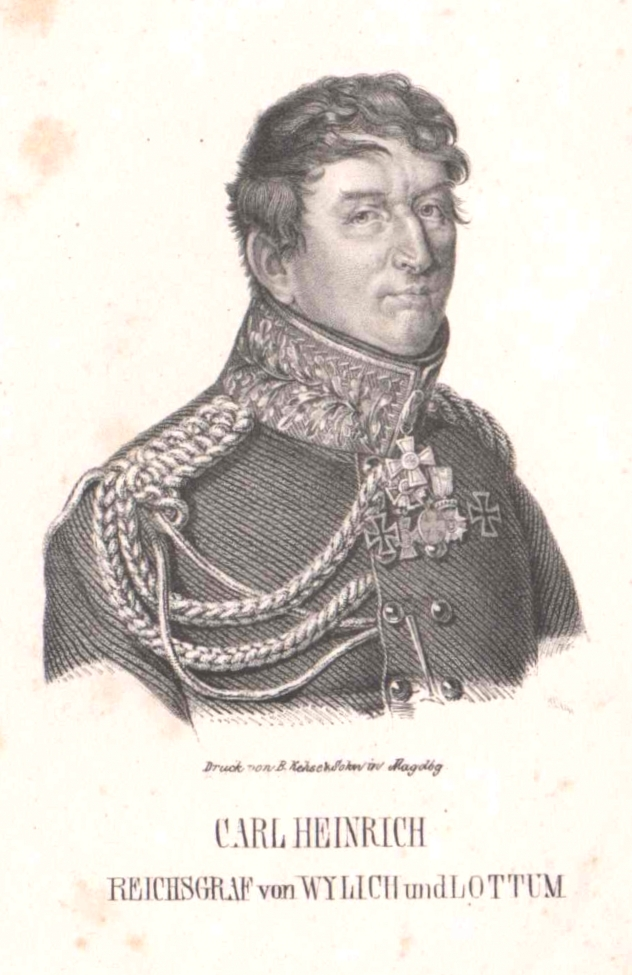
Carl Heinrich Reichsgraf von Wylich und Lottum

Carl Friedrich Heinrich Graf von Wylich und Lottum (* 5. November 1767 in Berlin; † 14. Februar 1841 ebenda) war ein preußischer General der Infanterie sowie Minister in mehreren Funktionen.

## Leben

### Herkunft
Carl Heinrich entstammte der 1701 in den Reichsgrafenstand erhobenen Familie von Wylich und Lottum. Er war der Sohn des preußischen Generalmajors Friedrich Wilhelm von Wylich und Lottum (1716–1774) und dessen Ehefrau Anna Dorothea, geborene Scherff (1744–1796).

### Militärische Laufbahn
Nach seiner Ausbildung an der Académie militaire in Berlin wurde er am 9. April 1784 Fähnrich im Infanterieregiment „Anhalt-Bernburg“ Nr. 3, wo er am 26. Oktober 1786 auch das Leutnantspatent erhielt. 1787 wechselte er zum neuen Füsilier-Bataillon von Schenck nach Halle. Mit dieser Formation nahm er am Feldzug gegen die Niederlande teil. Im Ersten Koalitionskrieg war von Wylich und Lottum Ordonnanzoffizier von General Friedrich Wilhelm von der Schulenburg-Kehnert. Bereits am Anfang des Krieges 1793 brach er sich bei einem Sturz vom Pferd einen Fuß, so dass er nicht mehr felddienstfähig war. Noch im gleichen Jahr kehrte er nach Berlin zurück und trat in das Ober-Kriegs-Collegium ein.
Nach dem Frieden von Tilsit schied er 1807 aus dem Gremium aus und wurde als vortragender Generaladjutant zu einem der militärischen Berater von König Friedrich Wilhelm III. Mit seiner konservativen Haltung, die einen Großteil der Preußischen Reformen ablehnte, erlangte er schnell das Wohlwollen des Monarchen, der ihn zunächst zum Vorsitzenden des Komitees für die Reorganisation der Armee und Dezember 1808 zum Abteilungsleiter im Kriegsministerium machte. Mit diesem Wechsel in die Verwaltung legte von Wylich und Lottum auch seinen militärischen Rang ab. Schon 1810 kehrte er aber als Generalmajor wieder in den Militärdienst zurück. Im gleichen Jahr wurde er Vorsitzender des Direktoriums des Großen Potsdamer Militär-Waisenhauses. 1812 reiste er nach Warschau, um dort über den geplanten Durchzug von Napoleons Truppen auf dem Feldzug gegen Russland zu verhandeln.

### Staatsregierung

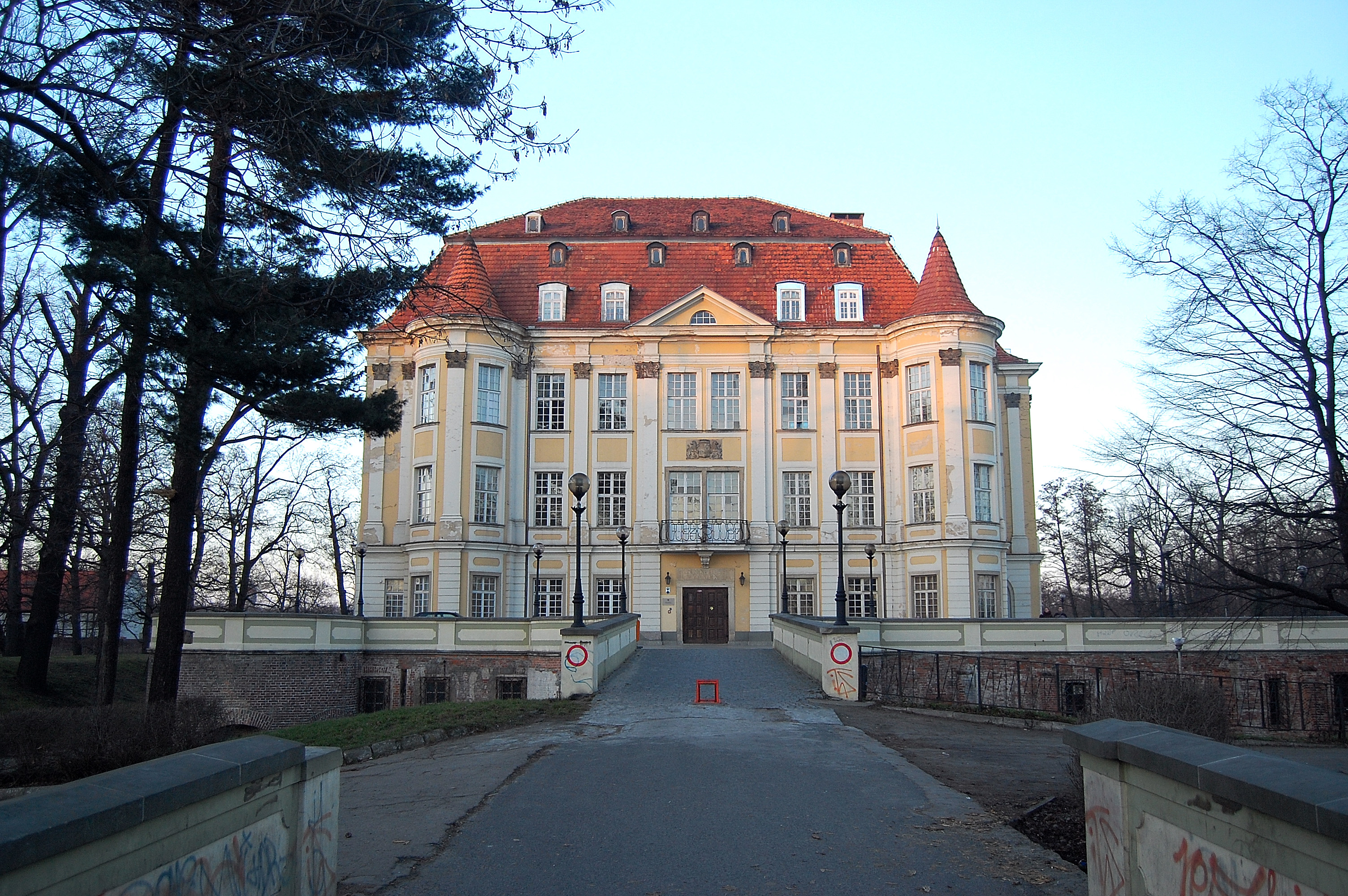
Schloss Lissa bei Breslau (erworben 1836)

Ab dem Frühjahr 1813 gehörte Wylich und Lottum dem Regierungskollegium zur Führung der Staatsgeschäfte in Abwesenheit des Königs an. 1814 bis 1818 hielt er sich als Diplomat in Paris auf, um Kriegsabgaben des geschlagenen Landes einzutreiben. Ab 1817 kehrte er nach Berlin zurück, verließ erneut den Militärdienst und gehörte ab diesem Zeitpunkt als Staatsminister dem Staatsrat an. 1818 wurde er Innenminister und verwaltete in dieser Funktion auch die Königlichen Finanzen. 1821 wurde Wylich und Lottum Schatzminister. 1822 übernahm Wylich und Lottum in der Nachfolge Hardenbergs, dessen Amt als Staatskanzler nicht mehr besetzt wurde, die Rolle des vortragenden Kabinettsministers. Damit war kein offizieller, sondern nur rein formeller Vorrang im Kabinett verbunden. Ab 1825 war er Leiter des Rechnungshofs, der Generalkontrolle. Am 3. August 1827 erhielt Wylich und Lottum den Charakter als General der Infanterie.
In Anerkennung seiner Verdienste bekam er am 1. Januar 1830 die Brillanten zum Schwarzen Adlerorden verliehen. Außerdem würdigte ihn der König am 8. April 1834 anlässlich seines 50-jährigen Militärdienstjubiläums mit einer Dotation von 100.000 Talern, mit der er 1836 die Herrschaft Lissa bei Breslau kaufte.

### Berlin
Seine Dienstwohnung befand sich im Schatzministerium, Wilhelmstraße 79. Ab 1820 wohnte er in der Leipziger Straße 2. 1834 wurde er anlässlich seines 50. Dienstjubiläums als neunter Träger dieses Titels zum Ehrenbürger Berlins ernannt. Zugleich verlieh ihm die juristische Fakultät der Berliner Universität die Ehrendoktorwürde. Sein Grab ist unbekannt. Die Grabkapelle der Familie von Lottum an der Dorfkirche von Buchholz wurde 1937 abgerissen und die enthaltenen Särge nahe dem Kircheneingang beigesetzt. Die Lottumstraße im Berliner Stadtteil Prenzlauer Berg wurde nach ihm benannt, da sie 1860 auf seinem Grundbesitz angelegt wurde.

### Familie
Er war seit 6. Juni 1795 mit Sophie Luise Friederike, geborene von Lamprecht (1772–1841) verheiratet. Das Paar hat zwei Söhne:
- Hermann Friedrich (1796–1847), preußischer Kammerherr, außerordentlicher Gesandter und bevollmächtigter Minister am sizilianischen Hof in Neapel später am niederländischen Hof ⚭ 7. Oktober 1828 mit Klotilde zu Putbus (* 1809)
- Hermann Heinrich (1797–1859), preußischer Rittmeister a. D. ⚭ Wilhelmine Henriette Karoline Luise von Beyer, Tochter des Kriegs- und Domänenrates Johann August von Beyer sowie Witwe des Rittmeisters Wilhelm Heinrich Franz Rimpert von Pieper († 1813)[2]